# Raïon de Smarhon
Le raïon de Smarhon (en biélorusse : Смаргонскі раён, Smarhonski raïon) ou raïon de Smorgon (en russe : Сморгонский район, Smorgonski raïon) est une subdivision de la voblast de Hrodna ou oblast de Grodno, en Biélorussie. Son centre administratif est la ville de Smarhon.

## Géographie
Le raïon couvre une superficie de 1 490,01 km2, dans le nord-est de la voblast. Le raïon de Smarhon est limité par le raïon d'Astravets au nord-ouest et au nord, par la voblast de Minsk à l'est et au sud (raïon de Miadzel, raïon de Vileïka, raïon de Maladetchna et raïon de Valojyn) et par le raïon d'Achmiany à l'ouest.

## Histoire
Le raïon de Smarhon a été créé le 15 janvier 1940. À l'origine le raïon était une subdivision de la voblast de Vileïka, devenue voblast de Maladetchna en 1944. Depuis le 20 novembre 1960, il fait partie de la voblast de Hrodna ou oblast de Grodno.
Entre 1985 et 1996, la ville de Smarhon fut une unité administrative indépendante du raïon.

## Population

### Démographie
Les résultats des recensements de la population (*) font apparaître une baisse modérée de la population depuis 1959, qui s'est seulement stabilisée au cours des années 1990.
| 1959*  | 1970*  | 1979*  | 1989*  | 1999*  | 2009*  |
| ------ | ------ | ------ | ------ | ------ | ------ |
| 56 822 | 53 588 | 53 048 | 59 263 | 61 479 | 55 296 |

### Nationalités
Selon les résultats du recensement de 2009, la population du raïon se composait de quatre nationalités principales :
- 70,0 % de Biélorusses ;
- 21,7 % de Polonais ;
- 5,8 % de Russes ;
- 1,2 % d'Ukrainiens.

### Langues
En 2009, la langue maternelle était le biélorusse pour 73,5 % des habitants du raïon de Smarhon et le russe pour 21,2 %. Le biélorusse était parlé à la maison par 60 % de la population et le russe par 35,8 %.